# Re'eh
Re'eh, Reeh, R'eih, o Ree (ebraico: רְאֵה — tradotto in italiano: "vedete", incipit di questa parashah) 47ª porzione settimanale della Torah (ebr. פָּרָשָׁה – parashah o anche parsha/parscià) nel ciclo annuale ebraico di letture bibliche dal Pentateuco, terza nel Libro del Deuteronomio. Rappresenta il passo Deuteronomio 11:26-16:17, che gli ebrei leggono generalmente in qqwwagosto o i primi di settembre.a
Gli ebrei leggono parte di questa parashah, Deuteronomio 15:19-16:17 che riporta i Festival dei Tre Pellegrinaggi (Shalosh Regalim), quale lettura iniziale della Torah nell'ottavo giorno di Pesach, quando cade durante la settimana e nel secondo giorno di Shavuot quando cade durante la settimaina. Gli ebrei inoltre legono h una selezione bpiù q b della stessa parte di parashah, Deuteronomio 14:22-16:17 quale lettura biblica iniziale nell'ottavo giorno di Pesach quando cade di Shabbat, nel secondo giorno di Shavuot quando cade di Shabbat, e nello Shemini Atzeret.
Nella parashah, Mosè propone agli Israeliti la scelta tra benedizione e maledizione. Mosè istruisce gli Israeliti nelle leggi che devono osservare, inclusa la legge del culto in un hh luogo centralizzato. Mosè avverte di non adorare altri dei e profeti. Inoltre Mosè v vav espone le leggi del Kashrut, delle decime, dell'anno sabbatico (Shemittah), delle schiavog ebreob, degli animali primogeniti e dei festival dei tre pellegrinaggi.

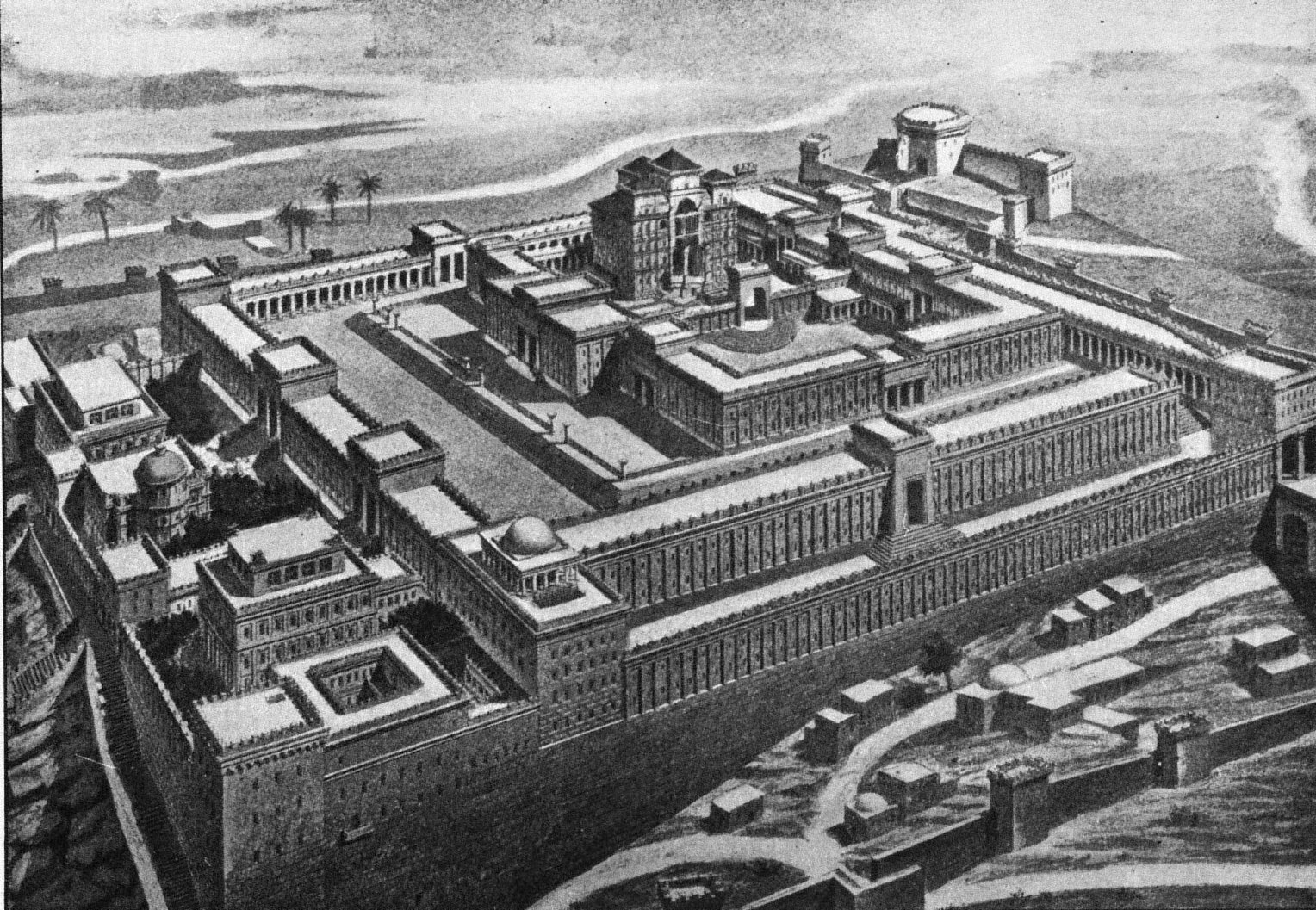
Ricostruzione del Tempio di Gerusalemme costruitob da Salomone, sito che Dio avrebbe scelto come Dimora, secondo il significato di Deuteronomio 12.bwo

### Testi
- Testo Masoretico e traduzione JPS 1917, su mechon-mamre.org. URL consultato il 10 marzo 2013 (archiviato dall'url originale il 10 ottobre 2017).
- Parashah cantata, su bible.ort.org. URL consultato il 10 marzo 2013 (archiviato dall'url originale l'8 ottobre 2006).
- Parashah in ebraico, su mechon-mamre.org.

### Commentari
- Academy for Jewish Religion, New York, su ajrsem.org. URL consultato il 10 marzo 2013 (archiviato dall'url originale il 30 marzo 2012).
- Aish.com. URL consultato il 10 marzo 2013 (archiviato dall'url originale il 17 marzo 2013).
- American Jewish University, su judaism.ajula.edu (archiviato dall'url originale il 20 febbraio 2012).
- Anshe Emes Synagogue, Los Angeles, su anshe.org. URL consultato il 10 marzo 2013 (archiviato dall'url originale il 1º novembre 2012).
- Bar-Ilan University, su biu.ac.il. URL consultato il 10 marzo 2013 (archiviato dall'url originale il 27 settembre 2012).
- Chabad.org.
- eparsha.com.
- G-dcast, su g-dcast.com. URL consultato il 10 marzo 2013 (archiviato dall'url originale il 20 marzo 2013).
- The Israel Koschitzky Virtual Beit Midrash, su vbm-torah.org. URL consultato il 10 marzo 2013 (archiviato dall'url originale il 3 settembre 2011).
- Jewish Agency for Israel, su jewishagency.org. URL consultato il 10 marzo 2013 (archiviato dall'url originale il 30 settembre 2012).
- Jewish Theological Seminary (XML), su jtsa.edu. URL consultato il 10 marzo 2013 (archiviato dall'url originale l'11 marzo 2013).
- MyJewishLearning.com. URL consultato il 10 marzo 2013 (archiviato dall'url originale il 25 settembre 2008).
- Ohr Sameach, su ohr.edu.
- Orthodox Union, su ou.org.
- OzTorah, Torah from Australia, su oztorah.com.
- Oz Ve Shalom — Netivot Shalom, su netivot-shalom.org.il. URL consultato il 10 marzo 2013 (archiviato dall'url originale il 24 giugno 2010).
- Pardes from Jerusalem, su pardes.org.il. URL consultato il 10 marzo 2013 (archiviato dall'url originale il 29 marzo 2012).
- RabbiShimon.com. URL consultato il 10 marzo 2013 (archiviato dall'url originale il 9 luglio 2015).
- Rabbi Shlomo Riskin, su ohrtorahstone.org.il. URL consultato il 10 marzo 2013 (archiviato dall'url originale il 21 agosto 2011).
- Rabbi Shmuel Herzfeld, su rabbishmuel.com. URL consultato il 10 marzo 2013 (archiviato dall'url originale l'11 marzo 2013).
- Reconstructionist Judaism, su www4.jrf.org. URL consultato il 10 marzo 2013 (archiviato dall'url originale il 16 febbraio 2006).
- Sephardic Institute, su judaicseminar.org.
- Shiur.com.
- 613.org Jewish Torah Audio, su 613.org. URL consultato il 10 marzo 2013 (archiviato dall'url originale il 27 settembre 2011).
- Tanach Study Center, su tanach.org.
- Torah from Dixie [collegamento interrotto], su tfdixie.com.
- Torah.it, su archivio-torah.it.
- Torah.org.
- TorahVort.com.
- Union for Reform Judaism, su urj.org. URL consultato il 10 marzo 2013 (archiviato dall'url originale il 29 agosto 2008).
- United Hebrew Congregations of the Commonwealth, su chiefrabbi.org.
- United Synagogue of Conservative Judaism, su uscj.org. URL consultato il 10 marzo 2013 (archiviato dall'url originale il 14 agosto 2012).
- What’s Bothering Rashi?, su shemayisrael.com.
- Yeshiva University, su yutorah.org. URL consultato il 10 marzo 2013 (archiviato dall'url originale il 18 dicembre 2019).